# Parèdre
Parèdre (du grec ancien : πάρεδρος (páredros)) est un nom ou adjectif signifiant littéralement « assis près », « qui est assis à côté de ». Il s'emploie pour qualifier une divinité souvent inférieure en prérogative, habituellement associée dans le culte à un dieu ou une déesse plus influent. Cependant, l'usage général tend à appeler parèdre le ou la consort d'une divinité, qui peut lui être égale ou complémentaire.

## Exemples de parèdres
Dans la mythologie égyptienne, presque toutes les divinités étaient associées par paires et fréquemment de même racine nominale (comme dans l’Ogdoade d'Hermopolis).
Les relations entre dieux égyptiens propres aux différentes cosmogonies sont les plus connues :
- Shou/Tefnout, parents de Geb/Nout lesquels engendrent Osiris/Isis et Seth/Nephtys dans la cosmogonie héliopolitaine ;
- Noun/Nounet, Heh/Hehet, Kekou/Kekout, Amon/Amemet dans la cosmogonie hermopolitaine ;

ainsi que les relations locales :
- Amon/Mout (dans la triade de Thèbes) ;
- Ptah/Sekhmet (dans la triade de Memphis) ;
- Montou/Râttaouy (dans la triade de Médamoud).

Autres exemples de parèdres :

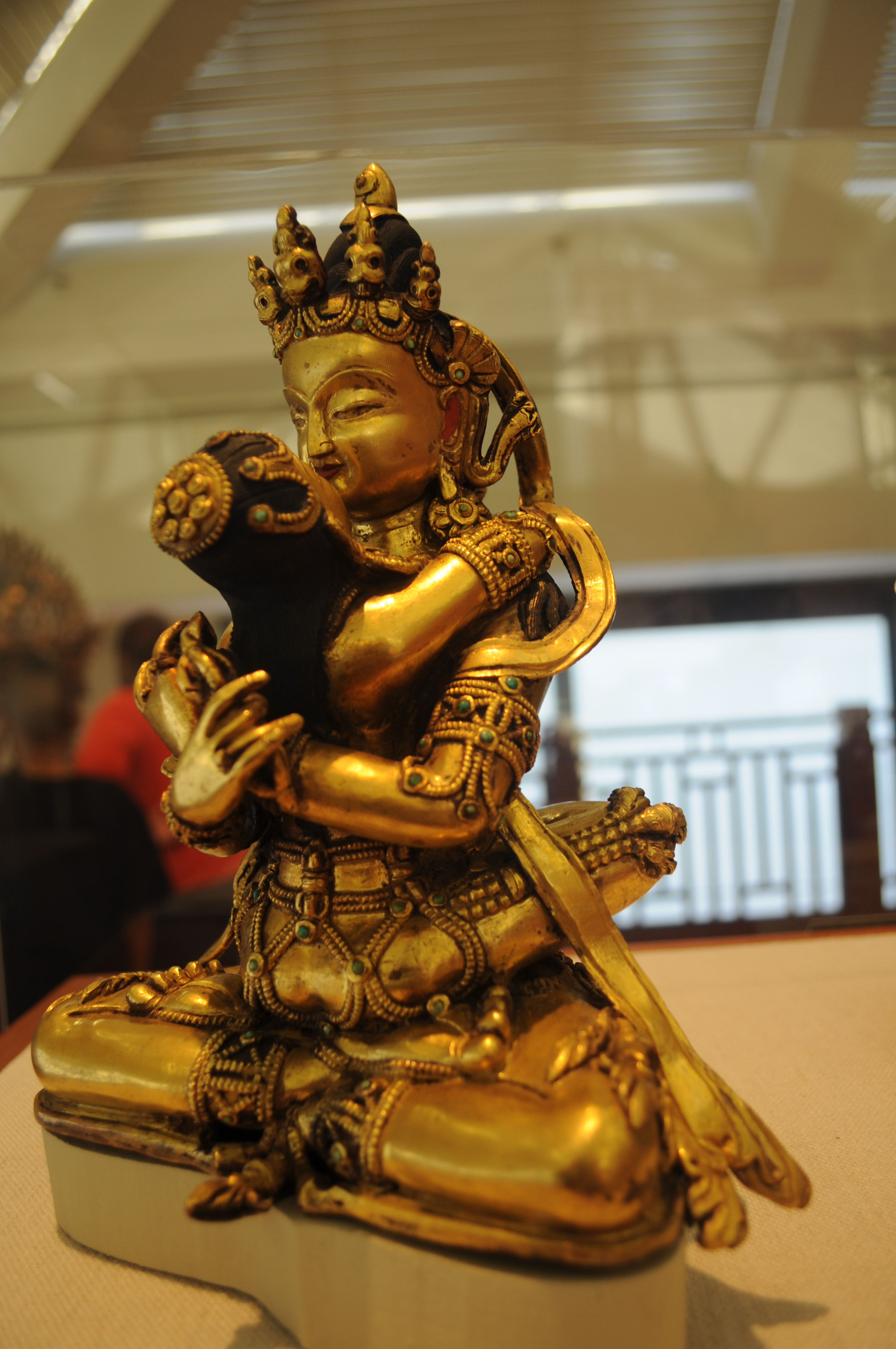
Vajradhara, en yab-yum avec sa parèdre Samantabhadrī, personnification de la prajnaparamita.

- Attis est parèdre de Cybèle, comme Junon de Jupiter dans la Rome antique ou Héra de Zeus dans l’Athènes antique ;
- Sarasvatî est la parèdre de Brahmā ;
- Kali, Dourga, Parvati sont des parèdres de Shiva, ses Shaktis ;
- Samantabhadra et Samantabhadri sont les deux aspects de la Nature de bouddha, compassion et sagesse ;
- Tanit est la parèdre de Ba'al Hammon, ou Saturne africain ;
- Antu (en) ou Antum est la parèdre de An, le roi des dieux sumériens ;
- Vanth est la parèdre du démon psychopompe étrusque Charun ;
- Borvo et Damona, dieux des sources d'eau chaudes dans la mythologie celtique gauloise ;
- Njörd et Nerthus, dieu et déesse majeurs de la famille des Vanes dans la mythologie nordique sont frère et sœur ;
- Freyr et Freyja, fils et fille du couple précédent ;
- Frigg est la parèdre d’Odin, dieu et déesse majeurs, époux, dans le groupe divin des Ases dans la mythologie scandinave.
- Ashera et YHWH sur la stèle de Kuntillet Ajrud.